# Inscription de Szarvas
L'inscription de Szarvas fait référence à l'inscription figurant sur un étui à aiguilles en os découvert près de Szarvas, dans le sud-est de la Hongrie, et datant de la seconde moitié du VIIIe siècle, période avar tardive (700-791).

## L'étui à aiguilles et l'inscription

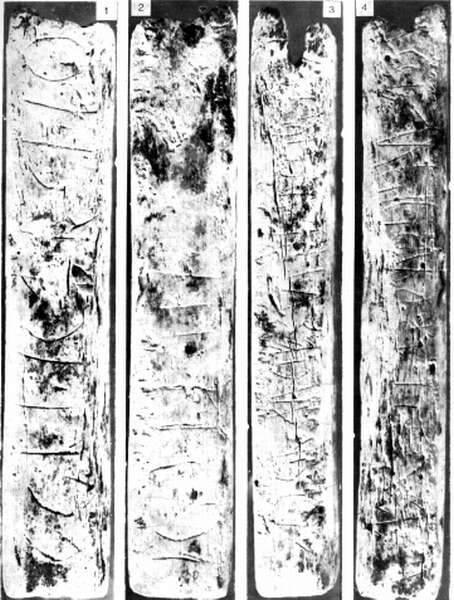
L'étui à aiguilles
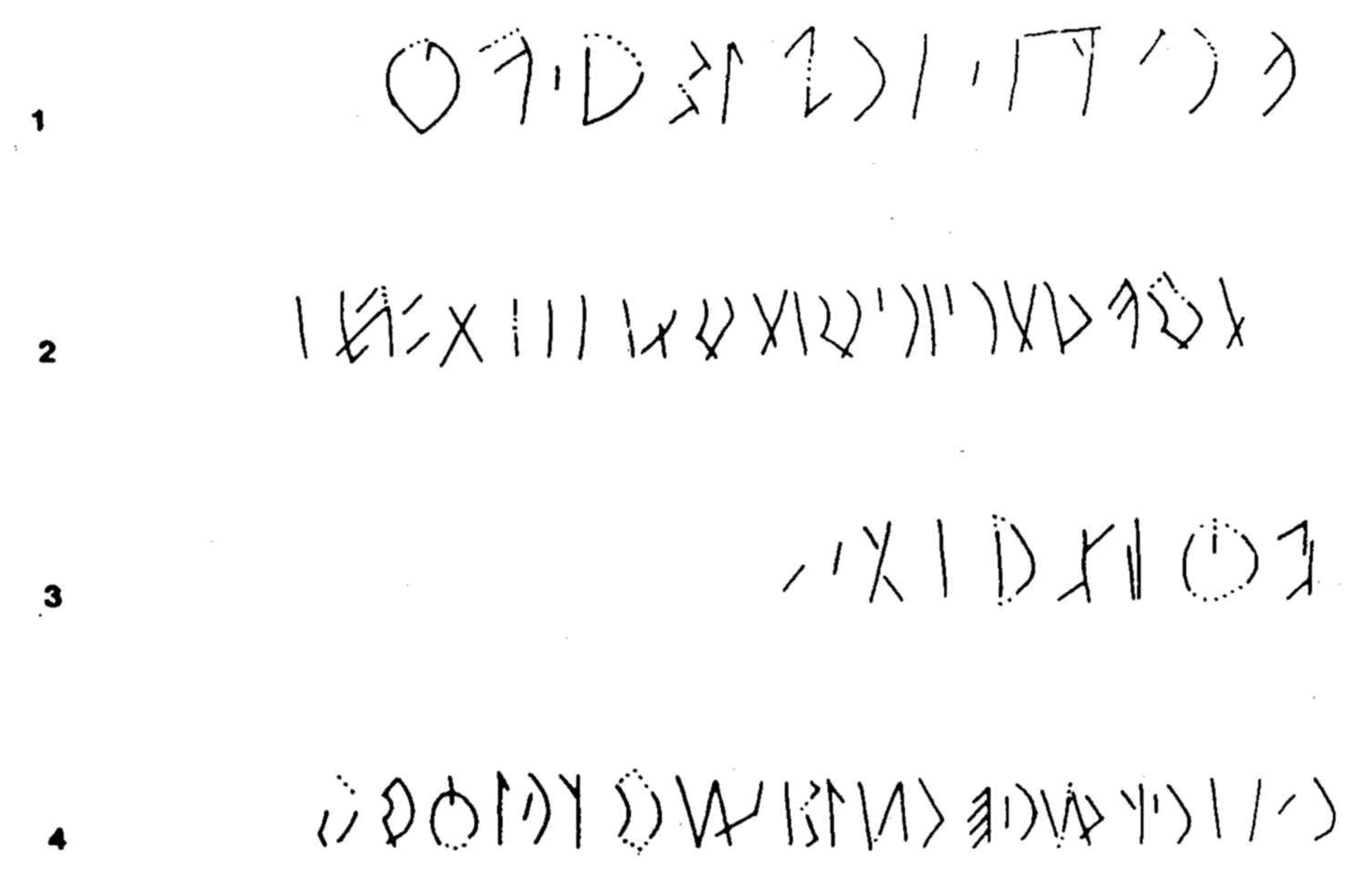
Dessin de l'inscription réalisé par l'archéologue et historien István Erdélyi (de) en 1984. Les bords de l'étui de l'aiguille en os sont usés, et les bords supérieur et inférieur d'une partie des caractères ne sont pas clairement visibles[2],[3].

## Le nom de l'écriture de l'inscription de Szarvas
L'archéologue, historien et linguiste hongrois Gábor Vékony a nommé l'écriture utilisée sur le porte-aiguilles  "écriture rune du bassin des Carpates (hu)", Il a souvent utilisé ce terme dans son livre A székely írás emlékei, kapcsolatai, története, par exemple dans le chapitre A kárpát-medencei rovásábécé korabeli feljegyzése (L'enregistrement contemporain de l'alphabet runique du bassin des Carpates)
Gábor Vékony a analysé les similitudes et les différences entre l'écriture du vieux hongrois et celle du bassin des Carpates à la page 154 de son livre. À la page 232, Vékony écrit : « Aethicus Ister jelei azonosak az egykori Kárpát-medencei rovásírás jeleivel ». ("Les symboles d'Aethicus Ister sont identiques aux symboles de l'écriture quondam du bassin des Carpates")[pas clair]
Gábor Vékony écrit également : « E jel a Szarvason azonosított Kárpát-medencei f alig torzult megfelelője... » ("Ce symbole est identique au "f" du bassin des Carpates identifié à Szarvas". (se référant à l'étui à aiguilles trouvé à Szarvas)
À la page 233, Vékony écrit : « Erre utalhat az is, hogy ez a betűalak levezethető egy párthus alep formából. Feltehető tehát ennek a jelnek a megléte a Kárpát-medencei rovásírásban is (a székelybe is innen származhatott » ("Cela pourrait également impliquer que ce glyphe peut être dérivé de la forme Aleph parthienne (en). Par conséquent, l'existence de ce symbole peut être supposée dans l'écriture du bassin des Carpates également (il pourrait provenir de celle-ci vers le sicule) "[pas clair] Ici, le "sicule" fait référence à l'écriture siculo-hongroise Rovas également connue sous le nom de runes hongroises. L'écriture de Vékony suggère une proposition selon laquelle l'écriture Rovas du bassin des Carpates pourrait être l'un des ancêtres des runes hongroises.

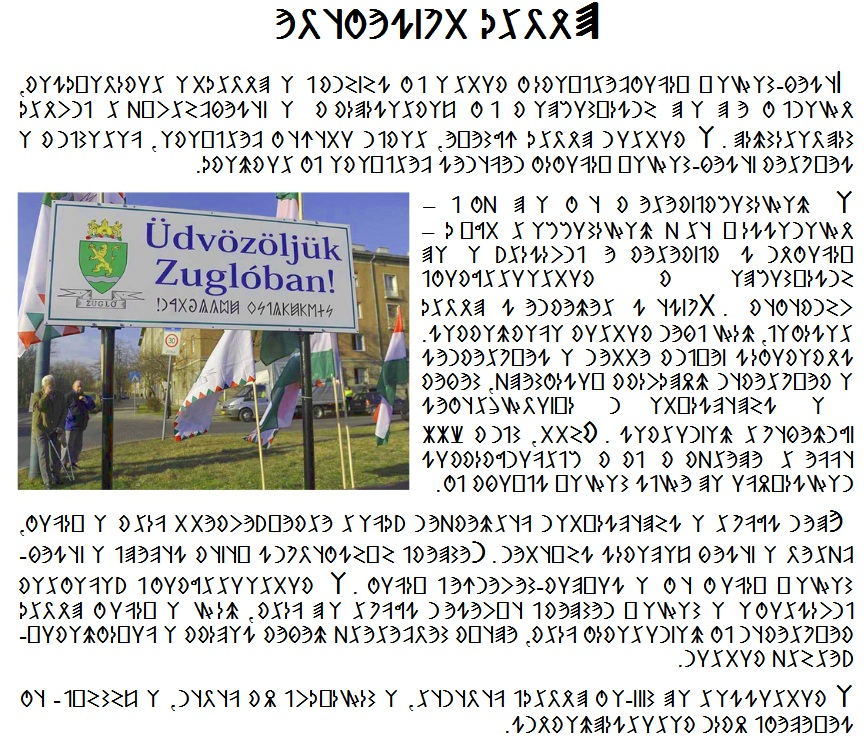
Exemple contemporain de l'emploi de l'écriture rune du bassin des Carpates (hu).
Alphabet de l'écriture rune siculo-hongroise

## Signification de l'inscription
La transcription de Gábor Vékony a été améliorée par la linguiste Erzsébet Zellige[réf. nécessaire]. Le dernier caractère de la quatrième rangée de l'inscription a été reconstitué par Vékony. Les bords de l'étui de l'aiguille en os sont usés, et les bords supérieur et inférieur d'une partie des caractères ne sont pas clairement visibles

### Transcription avec notation API
La transcription suivante, utilisant l'alphabet phonétique international, est basée sur la transcription originale de Vékony Les segments en exposant et ceux entre parenthèses sont reconstruits.
| N° du rang | Transcription en utilisant l'alphabet phonétique international | En vieux hongrois               |
| ---------- | -------------------------------------------------------------- | ------------------------------- |
| 1          | /ynɡʸr ⁱsnɛk im ⁱʎ βᵃʃᵘ/                                       | Szarvas Rovas inscription Row 4 |
| 2          | /[t]ⁱɣ tᵉβɛdɣᵉn ⁱsᵉn tⁱɣ tⁱɣ sᵘr bᵉk βᵒrɣ/                     | Szarvas Rovas inscription Row 4 |
| 3          | /fɛʃɛs ɛlᵉi sɜl [...]/                                         | Szarvas Rovas inscription Row 4 |
| 4          | /ʸnɡʸr nᵉ adɣᵒn [ɜzdɣ] imᵉsd ᵉɣt ɛn iʃtɛnɛ[m]/                 | Szarvas Rovas inscription Row 4 |

Dans l'inscription, le troisième symbole de la troisième rangée (à partir de la gauche) pourrait être considéré comme un descendant des idéogrammes des langues turques[réf. nécessaire], mais leur relation possible nécessite des preuves supplémentaires.

### Transcription avec la notation phonétique hongroise

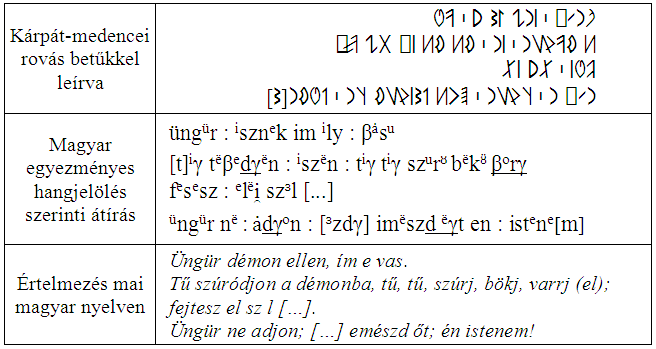
En hongrois

| No. of row | Transcription (en utilisant la notation phonétique hongroise) | Traduction de l'ancien hongrois (sens moderne)                                             |
| ---------- | ------------------------------------------------------------- | ------------------------------------------------------------------------------------------ |
| 1st        | /üngür : ⁱsznek im ⁱly : βᵃsᵘ/                                | Voici une (aiguille) en fer contre le démon Üngür;                                         |
| 2nd        | /[t]ⁱɣ tëβᵉdγën : ⁱszën : tⁱɣ tⁱɣ szᵘr bëk βᵒrɣ/              | [L'aiguille doit être piquée dans le démon ; aiguille, aiguille, poignarde, pique, coud !! |
| 3rd        | /fᵉsᵉsz : ᵉlëi szɜl [...]/                                    | [Qui] découd [...];                                                                        |
| 4th        | /üngür në : adɣᵒn : [ɜzdɣ] imëszd ëɣt en : istᵉnᵉ[m]/         | Üngür ne donnera pas [malédiction] ; [...], souffle-le, mon Dieu !’'                       |

- En hongrois

## Critiques et autres théories
Vékony avait lu la transcription de Szarvas en hongrois, la proposant ainsi comme preuve de l'apparition d'un peuple de langue hongroise dans la région dès le VIIe siècle. Les théories et les traductions de Vékony ont fait l'objet de plusieurs critiques, notamment de la part du linguiste et historien hongrois András Róna-Tas (en). Les débats ont été résumés par István Riba en 1999 et 2000 : "beaucoup se trouvent incapables d'accepter la théorie de Vékony",.
Le point clé des critiques est que, dans l'érudition traditionnelle hongroise, l'existence de la population de langue hongroise date de 896 (lorsque les Magyars ont pris le contrôle du bassin des Carpates), alors que le cas de l'aiguille de Szarvas date du VIIIe siècle. Par conséquent, soit l'inscription de Szarvas n'est pas en hongrois, soit les Hongrois étaient présents dans le bassin des Carpates bien avant la fin du IXe siècle. Róna-Tas a tenté de lire la relique de Szarvas en turc au lieu du hongrois, mais a écrit que sa transcription devait encore être améliorée. La question reste ouverte parmi les chercheurs hongrois.